# Khai Hung
Khái Hưng (1896 - 1947) var en vietnamesisk författare. Jämte Nhất Linh var han den viktigaste författaren i Autonoma Litteraturgruppen (Tự Lực Văn Đoàn).

## Biografi
Khái Hưng hette egentligen Trần Giư, men lade till Khánh så namnet blev Trần Khánh Giư, för det uttalas likadant som Trần Khánh Dư, vilket var namnet på en general under Trần-dynastin på 12- och 1300-talen. Hans pseudonym Khái Hưng är bildat genom omkastning av bokstäverna i Khánh Giư. Han föddes 1896 (1897 enligt vissa källor) i en mandarinfamilj i kommunen Cố Am, länet Vĩnh Bảo, provinsen Hải Dương. Födelseorten hör numera till Hải Phòng.
Khái Hưng var elev på Lycée Albert Sarraut. Efter studentexamen ville han inte bli tjänsteman och flyttade därför till Ninh Giang där han startade en fotogenagentur. Efter en tid reste han till Hanoi och undervisade vid privatskolan Thăng Long. Under perioden 1930 -1932 undervisade Nhất Linh, nyss hemkommen från Frankrike, vid samma skola. Där lärde Khái Hưng och Nhất Linh känna varandra, och de blev ett känt författarpar. Eftersom Khái Hưng gav sig in i litterära kretsar senare än Nhất Linh ("Ett-noll" 壹零) kallades han Nhị Linh ("Två-noll" 貳零).
Khái Hưng var medlem i Autonoma Litteraturgruppen Tự Lực Văn Đoàn som Nhất Linh grundat. Gruppen började framträda offentligt 1932 och förklarades officiellt grundad 1933 med tre huvudmedlemmar: Nhất Linh, Khái Hưng och Hoàng Đạo.
Vid den tiden gav Autonoma Litteraturgruppen ut tidningen Phong Hoá (Seder). När denna senare måste läggas ner ersattes den av Ngày Nay (Idag). Utöver tidningen hade Autonoma Litteraturgruppen också ett förlag som hette Đời Nay (Livet idag). Samtliga Khái Hưngs verk publicerades av Ngày Nay eller Đời Nay.
Han var en av gruppens portalfigurer, och hans första roman Hồn bướm mơ tiên (1933) var också gruppens första. Hans sista roman Thanh Đức var också gruppens sista. Khái Hưng skrev också två romaner tillsammans med Nhất Linh, nämligen Gánh hàng hoa och Đời mưa gió (bägge 1934), och samma år gav de ut en novellsamling tillsammans: Anh phải sống.
Liksom Autonoma Litteraturgruppens övriga romaner besjunger Khái Hưngs verk kärleken till frihet och vänder sig mot feodal moral; det är i någon mån samhällskritiskt. Han skrev några teaterpjäser, mest enaktare, men de har sällan framförts. Mellan 1935 och 1940 var Khái Hưng en populär författare bland stadsungdomen. Han var översättare också. 
Under andra världskriget deltog Khái Hưng, liksom Nhất Linh, i politisk verksamhet. Eftersom han deltog i partiet Đại Việts projapanska förvaltning blev han arresterad av den franska kolonialmakten. Han släpptes fri när det franska styret störtats av Japan i mars 1945. Han gav då ut tidningen Ngày Nay Kỷ Nguyên Mới med Hoàng Đạo och Nguyễn Tường Bách. Efter augustirevolutionen 1945 skrev han en mängd artiklar, noveller och korta pjäser i Vietnamesiska Nationalistpartiets tidningar.
Khái Hưng dog 1947 nära järnvägsstationen Cửa Gà i Xuân Trường i provinsen Nam Định. Enligt många källor likviderades han av frihetsrörelsen Việt Minh.

## Verk

### Romaner
- Hồn bướm mơ tiên (1933)
- Đời mưa gió (cùng Nhất Linh, 1933)
- Gánh hàng hoa (cùng Nhất Linh, 1934)
- Trống mái (1936)
- Gia đình (1936)
- Tiêu sơn tráng sĩ (1937)
- Thoát ly (1938)
- Hạnh (1938)
- Đẹp (1940)
- Thanh Đức (1942)

### Novellsamlingar
- Anh phải sống (cùng Nhất Linh, 1934)
- Tiếng suối reo (1935)
- Đợi chờ (1940)
- Cái ve (1944)